# Теорія моментів

Привід диск створює прискорення потоку рідини справа наліво

В гідродинаміці, теорія моментів або теорія приводного диску це теорія, яка описує математичну модель ідеальний приводний диск, такий як пропелер або гвинт у гелікоптері, і була створена В.Д. Ранкіном (1865), А. Д. Гринхіллом (1888) і R.E. Froude (1889).
Ротор моделюють як нескінченно тонкий диск, що обертається довкола своєї осі з постійною швидкістю. Основним станом гвинтокрилу є зависання. Такий диск створює потік довкола ротора. За допомогою деяких математичних властивостей рідини, можна отримати математичний зв'язок між потужністю, радіусом ротора, моментом і індуктивною швидкістю. Тертя не враховується.
Для стаціонарного ротора, такого як у гвинтокрила, потужність, яка необхідна для утворення заданої тяги розраховується за формулою:
{\displaystyle P={\sqrt {\frac {T^{3}}{2\rho A}}}}
Де:
- T це тяга
- {\displaystyle \rho } це густина повітря (або іншого середовища)
- Площа диска ротора